# Touch ID

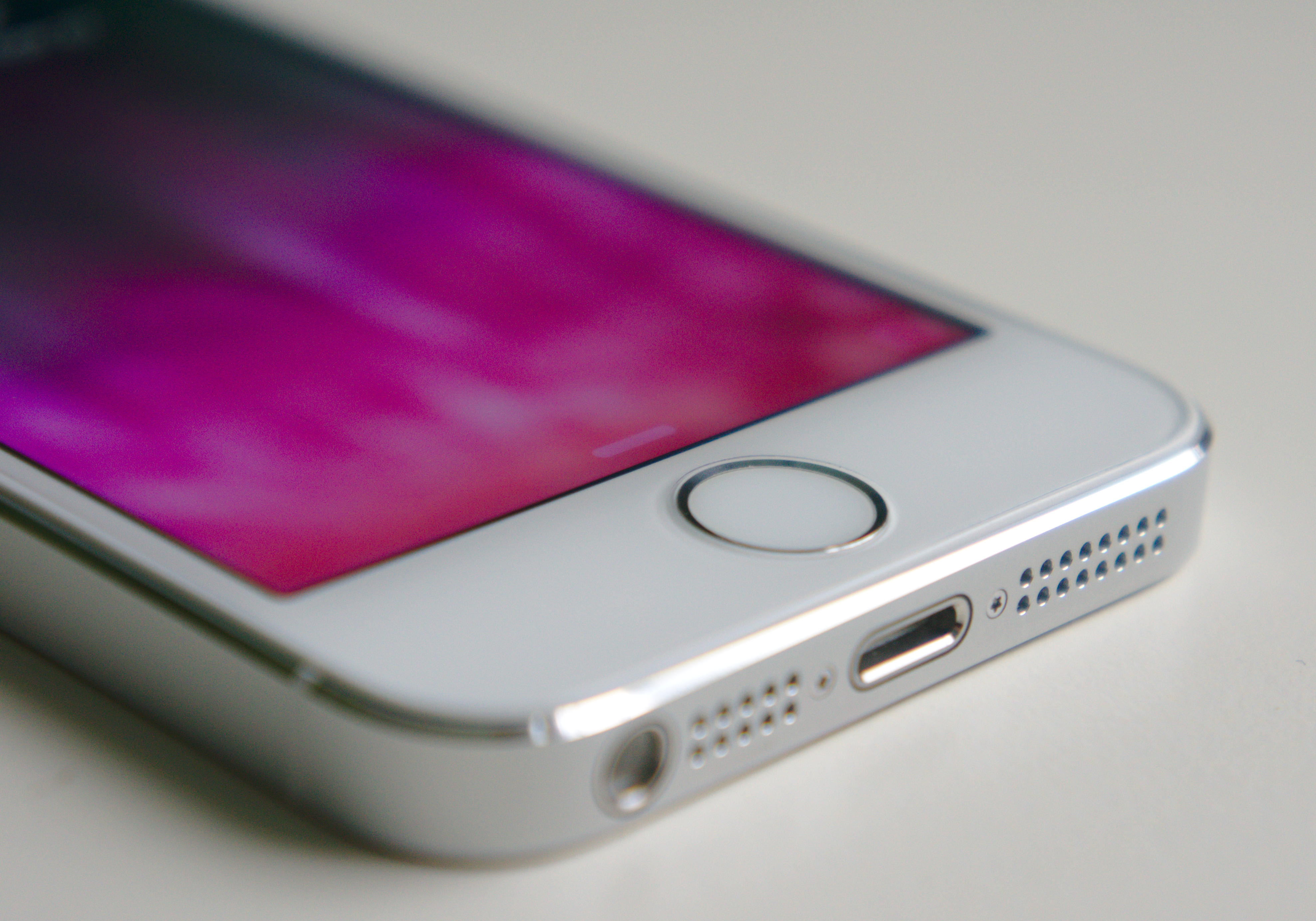
iPhone 5S - tlačítko domů s integrovanou funkcí Touch ID

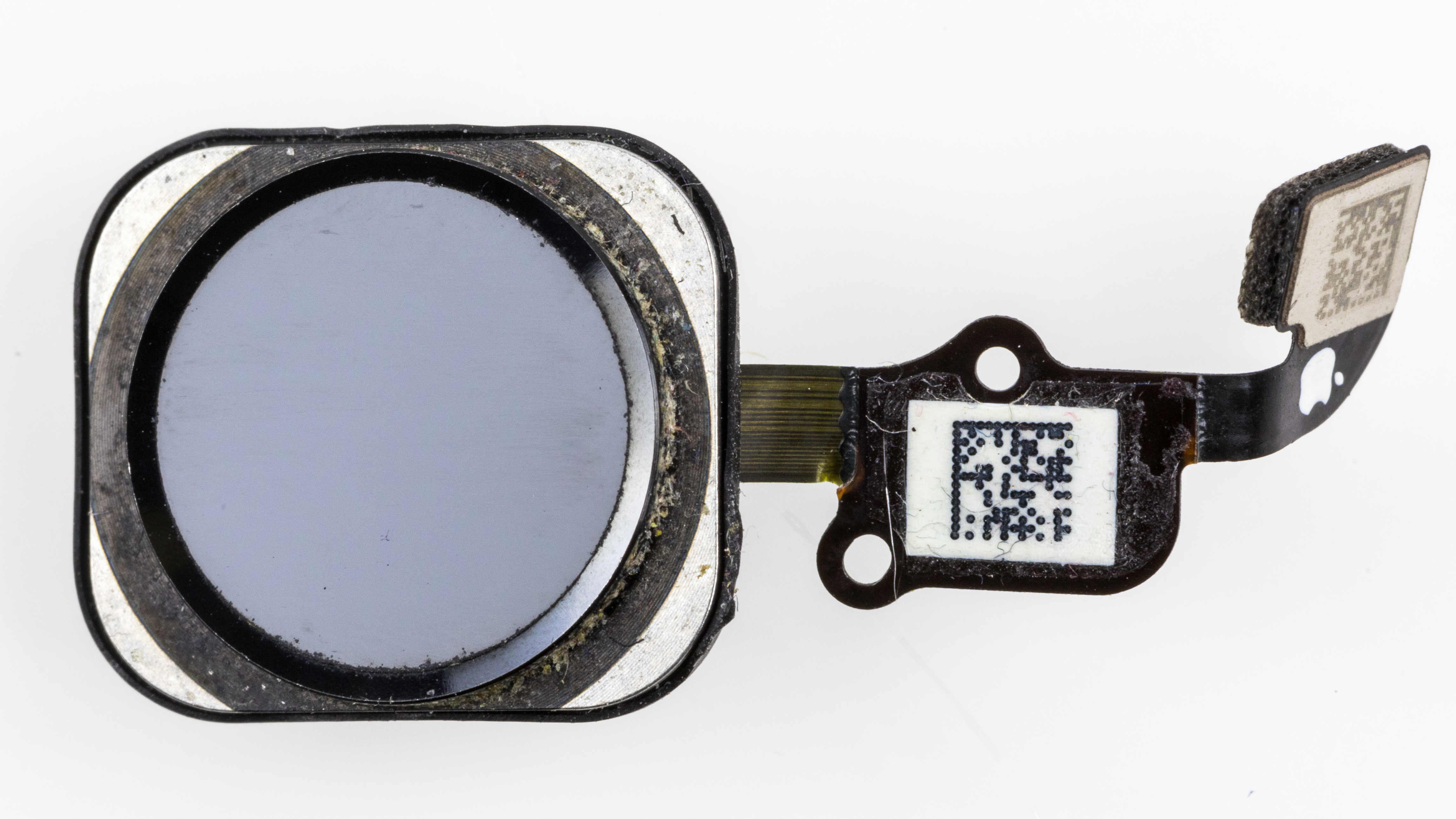
Touch ID senzor, iPhone 6s

Touch ID je funkce pro rozpoznávání otisků prstů, kterou navrhla a vyvíjí společnost Apple Inc., a je standardem na iPhonu, už od iPhone 5S, stejně jako na iPadu, od iPad 2 Air a MacBook Pro. V roce 2015 Apple představil rychlejší druhou generaci Touch ID pro iPhone 6s, a později pro MacBook Pro v roce 2016.
Touch ID umožňuje uživatelům odemknout Apple zařízení, nakupovat v různých Apple obchodech s digitálním obsahem (iTunes Store, App Store a iBooks Store), ověřovat online Apple Pay (Apple platby) nebo provádět ověření v jiných aplikacích. Při oznámení funkce Apple uvedl, že informace o otisku prstu jsou uloženy lokálně v bezpečném úložišti na čipu Apple A7 a novějších čipech. Informace o otisku prstu nejsou tedy uloženy v cloudu, takže je velmi obtížné externě přistoupit k informaci o otisku prstů pro kohokoliv cizího.
Apple si ponechal Touch ID na iPhonu 8, iPhonu SE 2. a 3. generace a iPadu základního modelu, zatímco všechny iPhony od iPhonu X v roce 2017 a iPadu Pro vyšší třídy přijaly rozpoznávání Face ID.

## Historie
První mobilní telefon s čtečkou otisků prstů byl Toshiba G500 a G900 v roce 2007. V roce 2012, Apple získal firmu AuthenTec, která vyvíjela software pro čtení a identifikaci otisků prstů, za $356 milionů. Tato akvizice vedla komentátory k očekávání nové funkce na čtení otisků. Po různých únicích informací a spekulacích na začátku září, byl nakonec odhalen telefon iPhone 5S - 10. září 2013 - první telefon s touto technologií od dob Atrixu. Marketingový viceprezident Apple Phil Schiller oznámil novinku na "Apple's iPhone media event" a strávil několik minut (větší část konference) debatou o nové funkci.
Poté, co ji Apple představil v roce 2013, tak i ostatní výrobci smartphone přidali čtečku otisku prstů do svých high-end telefonů a to během roku 2014 a 2015, počínaje Samsungem v Galaxy S5. Od Androidu 6.0 (Android Marshmallow, vydáno v říjnu 2015), je podpora pro čtečku otisku prstů integrována přímo v operačním systému, podobně jako Touch ID v iOS.
Analytik Wells Fargo, Maynard Um, 4. září 2013 předpověděl, že senzor na čtení otisku prstů v iPhone 5S pomůže mobilním tržbám a pomůže jejich zavedení v korporátním prostředí. "Vzhledem k tomu, jak konzumenti stále více spoléhají na mobily při provádění transakcí a při ukládání osobních dat, tak se brzo může stát nutností mít spolehlivé řešení pro autentizaci na straně zařízení," pronesl Um.
Při odhalení iPhone 6 a 6 Plus, 9. září 2014, bylo oznámeno rozšíření použití Touch ID - kromě odemykání zařízení a nakupování v App Store, taky pro autentizaci Apple Pay. iPhone 6s má v sobě druhou generaci senzoru Touch ID, který je dvakrát tak rychlý jako první generace, která byla v telefonech 5S, 6, a SE. K červnu 2017, jsou iPhone 6s, 6S Plus, 7 a 7 Plus, 2016 MacBook Pro a iPad Pro 10.5 a 12.9 (druhé generace) jedinými přístroji Apple, které používají druhou generaci senzoru. Nová generace (druhá generace) Touch ID se odemykala prakticky okamžitě, dokonce tak rychle, že se ani nedalo stihnout přečíst si notifikace na zamykací obrazovce. To bylo opraveno v aktualizací iOS 10, kdy uživatel musel nejprve zmáčknout tlačítko domů, aby se objevila domovská obrazovka a nebo si mohl v nastavení iOS zvolit možnost, že přidržením prstu na senzoru se odemkne zařízení a pak se přejde rovnou na domovskou stránku, jak tomu bylo u předchozích verzí iOS. Pokud uživatel pouze přiložil prst na senzor a neměl upravené nastavení viz výše, tak se iPhone pouze odemkl a žádná notifikace se neobjevila na zamykací obrazovce.
USAA zveřejnila čísla kde uvádí, že ke konci roku 2015 více než jeden milion jejích členů využívalo technologii Apple Touch ID k bezpečnému přihlášení do mobilní aplikace USAA na Apple iPhonech a iPadech.

## Generace
| Generace | Model |
| -------- | --- |
| 1        | - iPhone 5S - iPhone SE - iPhone 6 - iPhone 6 Plus - iPad Air 2 - iPad mini 3 - iPad mini 4 - iPad Pro 12,9 (první generace) - iPad Pro 9.7 - iPad (2017) - iPad (2018) |
| 2        | - iPhone 6s - iPhone 6s Plus - iPhone 7 - iPhone 7 Plus - MacBook Pro - iPad Pro 10.5 - iPad Pro 12.9 (druhá generace) - iPhone 8 - iPhone 8 Plus - MacBook Air (2018)  |

## Hardware
Touch ID je zabudován do tlačítka domů a obsahuje laserem-řezaný safírový krystal, který není lehké poškrábat (poškrábání by znemožnilo funkci Touch ID). Dále obsahuje kroužek z nerezové oceli, pomocí kterého může detekovat prst uživatele, aniž by muselo dojít ke stisku. Bez kontaktu prstu s tímto kroužkem Touch ID nefunguje. Na domovském tlačítku proto už není zaoblená-čtvercová ikonka a ani tlačítko už nemá konkávní tvar. Samotné Touch ID, které je umístěno v tlačítku domů, je při výrobě spárováno s procesorem. Pokud se tlačítko vychodí nebo poškodí a je potřeba jeho výměna, je nevyhnutelná ztráta funkce snímání otisku prstů. Funkci nelze zachovat ani instalací obvodu z jiného zařízení.
Snímač používá kapacitní dotyk k rozpoznání otisku prstu uživatele. Snímač má tloušťku 170 µm, a rozlišení 500 pixelů na palec. Prst uživatele může být orientován v libovolném směru a stále bude přečten. Apple uvádí, že snímač může číst i sub-epidermální vrstvy kůže, že bude snadné ho nastavit a že se bude zlepšovat s každým použitím. Snímač pouští trochu slabého proudu do prstu, aby si vytvořil dermální "mapu otisku" uživatele. Až 5 map otisků prstů pak může být uloženo v lokálním bezpečném úložišti.

## Bezpečnost a soukromí
Touch ID lze obejít pomocí hesla, takže Touch ID vlastně představuje další způsob, jak přistupovat k zařízení, což ve výsledku znamená snížení síťově bezpečnosti. Apple však konstatuje, že pro průměrného uživatele se bezpečnost zvyšuje, protože uživatelé, kteří dříve neměli vůbec žádné heslo, teď budou používat Touch ID.

Údaje o otiscích prstů mají být uloženy na bezpečném úložišti uvnitř procesorů Apple A7, A8, A8X, A9, A9X nebo A10 Fusion (pro iOS zařízení) a nebudou na Apple serverech, ani na iCloudu. Citujme z patentu "Efektivní srovnání textur", který popisuje Apple Touch ID technologii takto: 
Aby se předešlo potenciálním nedostatkům v zabezpečení, tak vynález Applu v sobě zahrnuje převod/zhuštění úplné mapy otisku prstu do jakéhosi kontrolního součtu, hash funkce, nebo histogramu. Například, pro každou zašifrovanou šablonu mapy s papilárními liniemi se dá spočítat nějaký vzor s nižším rozlišením, který souvisí s danou mapou. Ukázkovým vzorem může být např. histogram nejběžnějších úhlů (např. 2D-pole běžných úhlů). K němu by se pak napočítaly součty průměrných hodnot nad příslušným vektorem konkrétní mapy. Nebo by se napočítaly součty samotných hodnot nad příslušným vektorem konkrétní mapy. Taky by se mohly přiřadit nejmenší nebo největší hodnoty k příslušnému vektoru mapy nebo by se mohl spočítat rozdíl mezi největší a nejmenší hodnotou v rámci příslušného vektoru mapy. Samozřejmě existuje i mnoho dalších příkladů, jak to provést a taky jiné "zjednodušující" vzory, které obsahují dostatek informací pro rozpoznání správných map otisků, ale které přitom vynechají dostatek důležitých informací pro to, aby z nezajištěných zjednodušených vzorů nešlo vůbec, nebo velmi komplikovaně, zpětně zkonstruovat odpovídající textury.
Jestliže byl telefon restartován nebo nebyl odemčen během posledních 48 hodin, tak šlo zařízení odemknout pouze kódem a otisk prstu nešlo použít ani pro další specifické případy využití (platba apod.), kdy byl taky vyžadován nejprve kód.
V září 2013 oznámil německý Chaos Computer Club, že se mu povedlo obejít zabezpečení Apple Touch ID. Mluvčí skupiny k tomu uvedl: "Doufáme, že tímto konečně rozpustíme iluzi, kterou si lidé vytvořili o biometrii otisku prstů. Je opravdu nešťastné používat jako bezpečnostní token něco, co nemůžete změnit a co po sobě všude zanecháváte každý den." Podobných výsledků bylo dosaženo i s využitím PVA Lepidla na sejmutí otisku prstu.Další lidé, kteří se pokusili použit metodu Chaos Computer Clubu, ale dospěli k závěru, že to není snadný proces s ohledem na vynaložený čas a úsilí, neboť uživatel musí použít fotokopii kompletního otisku prstu ve vysokém rozlišení, speciální chemikálie a drahé vybavení, a pak i samotný proces podvrhnutí zabere nějaký čas.

## Dopad
V roce 2013 přednesl Kevin Roose svůj názor v New York Magazine kde tvrdil, že "většina zákazníků nemá zájem o rozpoznání otisků a místo toho dávají přednost zadání hesla. Jako už tradičně používají biometrické rozpoznávání hlavně podnikatelé, kteří ale věří, že Touch ID by mohlo konečně pomoci s rozšířením rozpoznávání otisků i mezi masy". Roose dále prohlásil, že pokud Apple umožní přístup k Touch ID (což později skutečně nastalo), tak to umožní mobilním vývojářům dále experimentovat a šířit použití této funkčnosti, i když u lidí, kteří se obávají sledování různými agenturami (jako např. US Národní Bezpečnostní Agentura), asi budou i nadále převažovat obavy (ze sledování) a nebudou Touch ID používat.
Roose dále poznamenal, že snímače complementary metal oxide semiconductor (CMOS), tedy i ty, které jsou v Touch ID, se obvykle opotřebovávají a stávají se po určité době nepoužitelné, takže i když v Apple našli způsob, jak vyrábět lepší senzory, tak pokud senzory přestanou pracovat, mohou uživatelé začít přecházet zpět na heslo a rozpoznávání otisků prstů se opět přestane používat. Roose také poznamenal, že technologie otisků prstů má stále ještě své mouchy, jako např. potenciál k hacknutí nebo k tomu, že zařízení nerozpozná otisky prstů (například při zranění prstu).
Adrian Kingsley-Hughes napsal pro ZDNet, že Touch ID by mohly být užitečné v BYOD (bring your own device) situacích (zaměstnanci využívají svá chytrá zařízení ve firemním prostředí). Prohlásil, že biometrické ochrany mohou přidat další vrstvu zabezpečení tím, že zabrání schopnosti lidí podívat se druhým přes rameno a přečíst jejich přístupový kód/heslo. Dodal taky, že Touch ID by mohlo zabránit dětem v utrácení tisíců dolarů za nechtěné nákupy, když používají iphone dospělých. Poznamenal, že Touch ID je odpověď Applu na velké množství zločinů na iPhonech a že nové funkce by mohly odradit rádoby iPhone zloděje. 
Kromě toho ještě poznamenal, že tato funkce je jednou z mála, která odlišuje iPhone 5S od 5C. Roose také uvedl, že funkce je určena k potírání krádeží. Nicméně, Brent Kennedy, analytik zranitelnosti v United States Computer Emergency Readiness Team, vyjádřil obavy, že Touch ID může být hacknuto a navrhl, že by na něj lidé ještě neměli spoléhat. Forbes taky upozornil na historii podvrhů otisku prstů a varoval, že běžné otisky prstů, zanechané na ukradeném iPhone, mohou být použity k získání neoprávněného přístupu. Nicméně v článku také uvádí, že biometrická technologie se už značně zlepšila od doby, kdy byly provedeny testy s podvrhnutím otisků prstů.
Galaxkey byla první společností, která nasadila e-maily šifrované pomocí Touch ID a tím realizovala dvou-faktorovou autentizaci na zařízení se systémem iOS. Společnost uvedla, že otisky prstů sloužily k získání oprávnění pro přístup k e-mailu a souborům na zařízeních s Touch ID.
Kingsley-Hughes navrhl Touch ID jako formu dvoufaktorové autentizace, při které se kombinuje něco, co člověk zná (heslo), s "něčím, co jste" (otisk prstu). Forbes řekl, že, pokud bude tato dvou-faktorová autentizace k dispozici, povede to k celkovému zlepšení bezpečnosti.
Publicista Forbes Andy Greenberg uvedl, že skutečnost, že data o otisku byla uložena v místním zařízení a ne v centrální databázi, byla výhrou pro bezpečnost.